# Un homme dans la nuit
Un homme dans la nuit est un roman policier de Gaston Leroux, paru en 1911.

## Historique
Initialement publié en 101 feuilletons quotidiens dans Le Radical de Marseille, du 20 mars au 29 juin 1910, puis en un volume l'année suivante chez Fayard, ce roman est la reprise du feuilleton L'homme de la nuit que Gaston Leroux publie dans Le Matin sous le pseudonyme de Gaston-Georges Larive du 5 décembre 1897 au 14 mars 1898, mais avec un dénouement différent.

## Résumé
L’histoire débute à la veille du XXe siècle aux États-Unis par un meurtre : à bord de l’Union Pacific Railway, la jeune Mary fait feu sur son protecteur et fiancé, le richissime Jonathan Smith, alors que celui-ci dans un accès de jalousie s’apprête à poignarder Charley, un jeune employé dont il a découvert la coupable liaison avec sa promise. Le corps est jeté du train en marche et les deux amants disparaissent.
Puis est décrit par le récit l'existence d’un microcosme parisien qui s’organise, vingt ans après ces faits, autour de Maxime Lawrence, de sa femme, la belle Adrienne, et de ses deux enfants, Lily et Pold. Ce dernier, jeune homme fantasque, s’est lié d’amitié avec le tapissier du Sentier M. Martinet et s’est mis en tête de courtiser une cocotte à la mode, la provocante Diane.
C’est dans la cour des mondains qui entourent cette dernière qu’apparaissent deux figures mystérieuses : le prince Agra, riche et jeune potentat originaire des Indes anglaises dont le parcours, de Mayerling à la Russie tsariste, draine dans son sillage « de l’amour, des larmes et du sang » et le difforme Sir Arnoldson, surnommé « l’Homme de la Nuit », qui n’apparaît qu’emmitouflé dans un ample macfarlane, le regard occulté par des lunettes.
Entre Paris et la résidence de campagne des Lawrence, près du Bois de Misère et de son Auberge Rouge, ces deux personnages sulfureux vont se trouver au centre d’une sanglante manipulation faite de mensonge amoureux, d’amitié en trompe-l’œil, de rendez-vous fatals et de déshonneur orchestré.

## Commentaire
Un homme dans la nuit est le premier roman de Gaston Leroux à avoir été publié (sous un pseudonyme et sous un titre légèrement différent), cinq ans avant La Double Vie de Théophraste Longuet. Il évoque par bien des aspects Le Comte de Monte-Cristo d’Alexandre Dumas avec son histoire de vengeance qui sait attendre son heure, orchestrée autour d’un riche étranger au passé mystérieux. Mais c’est aussi une œuvre qui porte bien la patte de son auteur, alliant un art consommé du terrible mêlé au pittoresque, et faisant se côtoyer personnages tragiques et figures comiques. S’affranchissant de tout manichéisme, Leroux parvient à construire une intrigue dans laquelle la culpabilité des personnages n’empêche pas la sympathie du lecteur, nourrie de références feuilletonnesques  autant que d’allusions à l’Histoire récente (la mort de l’archiduc Rodolphe et de Marie Vetsera à Mayerling, l’incendie du Bazar de la Charité à Paris), sans oublier d’y glisser comme de coutume la traditionnelle phrase mystérieuse en italique (cette fois, « Il n’y aura pas de lune cette nuit ») que l'on associe généralement à son style.

## Adaptation
- 1983 : L'Homme de la nuit, mini-série française réalisée par Juan Luis Buñuel, avec Georges Wilson, Claude Giraud et Véronique Delbourg